# 神谷英慶
神谷 英慶（かみたに ひでよし、1992年1月28日 - ）は、日本の男性プロレスラー。三重県松阪市出身。大日本プロレス所属。血液型A型。身長180cm、体重110kg。

## 経歴

### 生い立ち
神谷は父親が次々と変わるなど複雑な家庭で育ち、小学校時代は何度も苗字が変わったという。あまりに急に苗字が変わったので小学校のクラスの出席番号が変更されなかったこともある。最終的に現在の父になったのは小学校高学年の頃であった。当時を神谷は後のインタビューで「あの頃はお父さんが入れ替わることが多数あったんで。別に入れ替わったからといって、何か思うということもないぐらい。いま幼少期のことを思うと周りの人はみんな頭のおかしい人ばかりだった気がしますね。1週間ぐらいでいなくなったお父さんもいましたから。何人目のお父さんかは忘れましたけど、トラックの運転手をやってて『仕事行ってくるね』みたいなことを言って出て、そのまま永遠に帰って来ることがなかったり。そういうことがよくありましたよ」と振り返っている。小学校時代はなるべく周囲に複雑な家庭環境を悟られないように素の感情を表に出さず作り笑いをしていた。家ではいろいろなごたごたに巻き込まれるので、家より学校が好きであった。小学生の頃に2代目タイガーマスクのビデオをきっかけにプロレスに興味を持った。これについて本人は「家がゴタゴタしてたんで、見たいとか興味があるとか言えなかったんですよね。言えないまま5年生ぐらいになって友達の家でたまたまやったゲームが全日本プロレス中心だったんですけど、そこから興味が（本格的に）沸いて、週プロを（お金がなく買えないため立ち読みで）読んだり、完璧にプロレス好きになった。でもお小遣い制度がなく、自分でバイトするまでは（会場に）プロレスを観に行くってことはまずなかったですね。プロレスの本を買うことすらできなかったです」と話している。

### 中高時代
プロレスに興味を持った神谷は友達の知り合いが道場をやっていた関係で柔道を始めたが、同じように始めた弟が瞬く間に柔道の腕前で自身を超えたいった。その道場は不祥事で解散し、神谷の柔道生活も宙ぶらりんになった。この時点ではレスラーになることなど夢のまた夢であり、しかも祖父母からは「オマエは一生懸命働いて、弟を大学に行かせるんだ」としつこく言い聞かされ、何の取り柄もない神谷は結局その言葉に動かされるように生きていくしかなかった。高校は推薦で受験していたところに落ちたが、何とか必死に勉強して一般入試で県立高校に合格した。しかし高校1年の時に母が大腸がんで倒れ、さらに2年の時には父が脳内出血で体に障害を負ってしまう。両親が倒れてしまったため、高校時代は神谷は自分の弁当を自分で作り、夕飯の支度もするようになった。母は3年の時にそのまま死去している。このような家庭でグレなかったのは、本人が諦念を持ってドライかつ淡々と受け止めていたためである。高校時代はアルバイトもやっていた関係で、神谷はプロレス雑誌のバックナンバーを古本屋であさったり、DVDを探し回る熱心なファンになっていた。その中でも全日本プロレスが好きであり、過去を調べるうちに天龍源一郎を知り、この時一番好きな選手は阿修羅・原であった。
卒業後は予てより「オマエは一生懸命働いて、弟を大学に行かせるんだ」と言い聞かされた通り、就職。パン工場で働いていたが、急に思い立って大日本プロレスの入門テストを名古屋で受けた。受験の動機は関本大介や岡林裕二が低い身長でありながら活躍していることから、これなら自分でも入れるのではないか思ったことによる。としかし準備不足が祟って関本から不合格を言い渡される。しかしこれを期に弟を大学に行かせるために自己犠牲に徹する人生に別れを告げる決意を固め、2度目の入門テストに合格した際には父以外の家族には合格を伝えず、実家にあった卒業アルバムや写真などの所持品は決意として全部処分した。

### プロデビュー
2011年大日本プロレスに入門。練習生時代に足を骨折するなど順風満帆ではなかった（この時、骨折を押して巡業に3日ぐらい帯同したが、明らかに様子がおかしいと、折れているのが判明した）が、 2012年4月13日横浜にぎわい座大会、vs石川晋也・小川内潤戦でデビュー（パートナーは岡林裕二）。
2013年1月2日後楽園ホール大会、vsアミーゴ鈴木・大橋篤戦（パートナーは橋本和樹）で、大橋からギブアップを奪い公式戦初勝利。しかし肩の脱臼を連続して起こしてしまい下半期は欠場となる。肩の怪我をしても見放さずに面倒を見てくれる団体や先輩たちに、人生で初めてといっていい温もりを感じたと伝わっている。結果的にこの欠場期間で神谷は体重を100kgの大台に乗せた。
2014年の復帰戦より「英慶」の部分をカタカナに改名。この年の大日本最侠タッグリーグ戦では関本大介とのタッグで決勝トーナメントに進出し準決勝敗退。
2015年、4月に関本大介の持つBJW認定世界ストロングヘビー級王座に挑戦するも敗北。最侠タッグリーグでは急角度バックドロップを武器に急成長も予選敗退。12月、この年2度目のBJW認定世界ストロングヘビー級王座戦では岡林裕二相手に敗北したが、直後のBJW認定タッグ王座では浜亮太とのタッグで岡林裕二・関本大介組を破り初のベルトを手にした。

### 大日本プロレスのエースに
2016年、年始の後楽園ホール大会より「神谷 英慶」に再改名。
4月には全日本プロレスのチャンピオン・カーニバルに出場したが、前半三試合を消化したところで肋軟骨骨折で欠場、残り三試合を不戦敗とし、勝ち点2で終了となった。
7月24日、両国大会にて岡林裕二の持つBJW認定世界ストロングヘビー級王座に挑戦し勝利。同王座初戴冠となる。
12月18日、横浜文化体育館大会における関本大介戦にて志半ばで王座陥落。
橋本大地と共にチーム"大神"を結成。また同ユニットで2017年の最峡タッグリーグを優勝。
2020年、新型コロナウイルスの影響による無観客興行にてハードコアマッチに挑戦。また同年11月23日の大阪大会では自身初となる有刺鉄線デスマッチを行いレザー•フェイスから勝利を奪う。
例年と違いトーナメント形式となった最峡タッグにてチーム"大神"でエントリーし2度目の優勝。
2021年、本格的にデスマッチ進出を宣言し、同年春に行われる、一騎当千-DEATH MATCH SURVIVOR-へのエントリーも表明した。

### デスマッチ進出
2022年、ドリュー・パーカーが返上したデスマッチヘビーを争う流血無双トーナメントに優勝し、
BJW認定デスマッチヘビー級王座を初戴冠。
ストロング＆デスマッチの2大王座の戴冠経験者は2人目、所属選手では初の快挙となった。

## 得意技
- バックドロップ
- ショルダータックル
- ダイビングショルダータックル
- ドロップキック
- ストレッチプラム
- スリーパーホールド

## タイトル歴
大日本プロレス
- BJW認定デスマッチヘビー級王座：2回
  - 第46代、第51代
- BJW認定世界ストロングヘビー級王座：2回
  - 第8代、第22代
- BJW認定タッグ王座：5回
  - 第41代（w/ 浜亮太）
  - 第53代、第55代、第57代（w/ 橋本大地）
  - 第60代（w/木髙イサミ）
- UWA世界タッグ王座：1回
  - 第38代（w/木髙イサミ）
- 横浜ショッピングストリート6人タッグ王座：7回
  - 第11代（w/ 関本大介&佐藤耕平）
  - 第13代（w/ 河上隆一&橋本大地）
  - 第15代、第17代（w/ 関本大介&橋本大地）
  - 第39代（w/ 橋本大地&青木優也）
  - 第42代（w/ 石川勇希&菊田一美）
  - 第46代（w/ 橋本大地&森廣祐基）
- 一騎当千スペシャルリーグ DEATHMATCH STRAIGHT FLASH 優勝 ：1回
  - 2024年
- 流血無双トーナメント 優勝：1回
  - 2022年
- 大日本最侠タッグリーグ戦 優勝：2回
  - 2017年、2020年（w/ 橋本大地）

天龍プロジェクト
- WAR世界6人タッグ王座：1回
  - 第23代（w/ 橋本和樹&橋本大地）
- 龍魂杯 優勝：1回
  - 2024年

## 入場テーマ曲
- FAST SUBSTANCE（大日本プロレステーマ曲コレクションに収録）